# Dokuy
Dokuy est une localité située dans le département de Dokuy, dont elle est le chef-lieu, de la province de la Kossi dans la région de la Boucle du Mouhoun au Burkina Faso.

## Santé et éducation
La commune accueille un centre de santé et de promotion sociale (CSPS).